# Touch Me (песня The Doors)
Touch Me (с англ. — «Коснись меня») — песня музыкальной группы The Doors из альбома The Soft Parade. Композиция была выпущена в качестве сингла в 1968 году. Песня примечательна использованием медных духовых и струнных музыкальных инструментов. Является одной из самых популярных композиций группы «The Doors».

## Предварительные названия песни
У песни существовало несколько предварительных названий: сначала она называлась «I’m Gonna Love You» (с англ. — ««я буду любить тебя»») — фраза, взятая из припева; или «Hit Me» (с англ. — ««побей меня»»). Изначально первая строчка песни звучала как «C’mon, hit me, I’m not afraid» (с англ. — ««давай, побей меня, я не боюсь»») — фраза относится к игре в блек-джек. Джим Моррисон изменил данную фразу из опасений, что буйные поклонники на концертах группы по ошибке сочтут, что слова «побей меня» являются призывом к физическому нападению на него.

## Аранжировка и исполнение
Альбом «The Soft Parade», с которого была издана «Touch Me» — ознаменовал начало экспериментов в звучании группы. Участники коллектива пытались искать новые музыкальные формы для реализации своих идей. Для записи альбома был приглашён духовой миниорекстр. Соло на саксофоне сыграл Кёртис Эми.
Едва ли не единственное исполнение этой песни, приближенное к студийному звучанию, произошло во время съёмок в юмористической передаче «The Smothers Brothers». На своих же концертах, «The Doors» выполняли её вчетвером.

## Признание
Песня достигла 3-й позиции в чарте журнала Billboard «горячая сотня Биллборда» и заняла первое место по версии американского журнала Cashbox Top 100 в начале 1969 года. Также сингл был высоко оценён и за пределами США, достигнув первого места в канадском чарте журнала RPM и десятое место в австралийском еженедельном чарте Kent Music Report. Однако, несмотря на коммерческий успех группы в Великобритании в предшествующем 1968 году, синглу не удалось достичь высоких позиций в британских чартах.
Выпуск сингла «Touch Me» произошёл незадолго до скандального выступления группы в Майами 1 марта 1969 года. Большой резонанс в широкой общественности, который возник после того концерта, вызвал начало давления на группу со стороны СМИ, религиозных организаций, а также отказом в проведении концертов, изъятием песен «The Doors» с радиоротации и т. д. В Майами, а также в нескольких других городах Америки начались создаваться общественные организации «против аморальности».
В целом же альбом не получил должного признания ни в критиков, ни от поклонников, и продавался он гораздо хуже предыдущих. Хотя, возможно, на это повлияло происшествие в Майами. Поэтому «Touch Me», как первый сингл с «The Soft Parade», после издания поразил фанатов и критиков обширным использованием духовых и струнных инструментов.
Видео исполнения «Touch Me» в телепередаче «The Smothers Brothers» по каналу Youtube на момент июля 2015 года просмотрело более 38 миллионов человек.